# Il libro dei miracoli di Augusta
Il libro dei miracoli di Augusta (noto anche semplicemente come Il libro dei miracoli, in tedesco Augsburger Wunderzeichenbuch) è un manoscritto miniato realizzato ad Augusta, in Germania, nel XVI secolo, probabilmente tra il 1545 e il 1552. Parte del testo è tratto dalla Bibbia di Lutero del 1545.

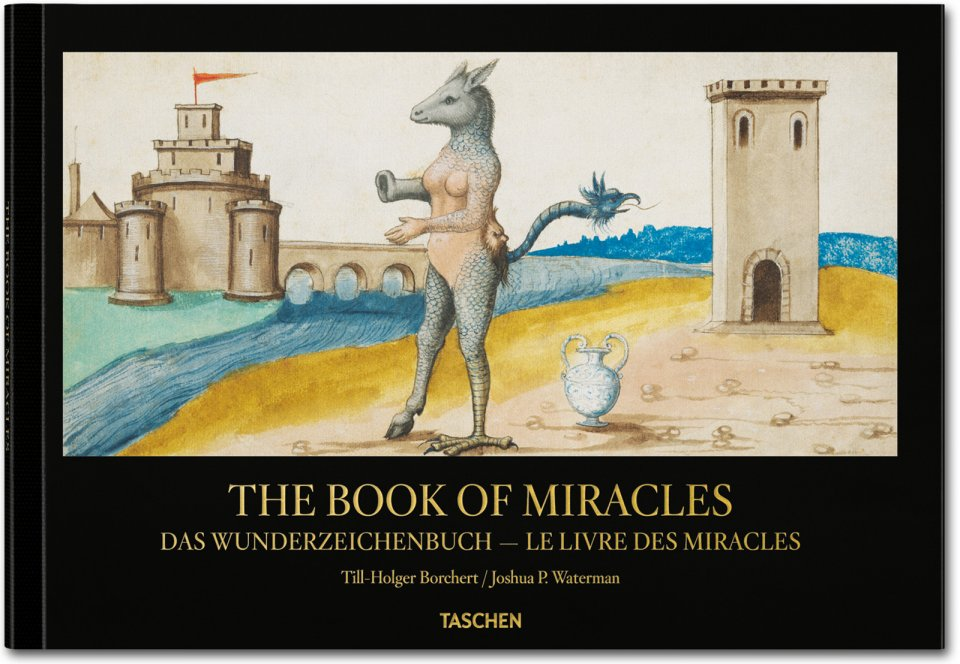
Copertina della prima edizione Taschen del Libro dei miracoli di Augusta (pubblicata nel 2013). L'immagine mostra il Foglio 90, il mostro del fiume Tevere, presumibilmente portato a riva dopo un'alluvione del 1496.

## Storia
L'identità dei creatori del manoscritto e della persona o delle persone per le quali è stato prodotto rimane un mistero. Il nome dell'artista e incisore di Augusta Hans Burgkmair compare su una pagina del manoscritto. Il manoscritto originale è nella collezione del collezionista d'arte Mickey Cartin.

## Descrizione
Il manoscritto contiene 167 rappresentazioni colorate a guazzo e acquarello di segni mirabili, cioè fenomeni celesti meravigliosi e talvolta spaventosi, costellazioni di stelle, inondazioni e altre catastrofi, nonché fenomeni misteriosi.
Esso non ha la consueta introduzione, frontespizio, indice o dedica dell'epoca, ma salta direttamente alla sequenza di illustrazioni e commenti. È scritto in un ordine cronologico approssimativo, dall'Antico Testamento, attraverso vari fenomeni e presagi dell'antichità, fino al tempo della sua produzione, e termina con l'Apocalisse.
La prima sezione del libro, dal foglio 1 a 15, inizia con miracoli indicativi della volontà di Dio, prima di passare agli eventi della storia degli ebrei descritti nell'Antico Testamento. Gli argomenti trattati vanno dal Diluvio universale alla visione di Ezechiele.
La seconda parte del manoscritto, dal foglio 16 al 171, esplora eventi non biblici dall'antichità al 1552. Copre molti argomenti, come presagi meteorologici e astronomici, comete, catastrofi naturali, creature favolose e fenomeni naturali.
La parte finale del manoscritto mostra scene dell'ultimo libro del Nuovo Testamento, cioè l'Apocalisse di San Giovanni che annuncia la fine del mondo e la seconda venuta di Cristo. Le visioni di San Giovanni sono presentate su diciannove fogli.

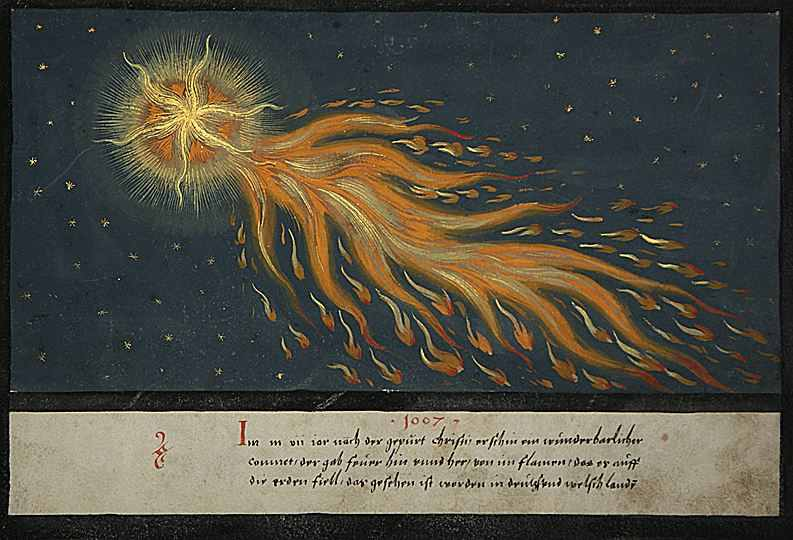
Foglio 28: meravigliosa cometa

## Edizione moderna
L'editore tedesco di libri d'arte Taschen ha pubblicato un'edizione in facsimile del Libro dei miracoli nel 2013. Diretta e prodotta dal fondatore Benedikt Taschen, l'edizione includeva saggi dello specialista del Rinascimento Till-Holger Borchert e dell'esperto di arte rinascimentale tedesca Joshua P. Waterman. L'intero testo del manoscritto originale e i saggi sono presentati in inglese, tedesco e francese. Una seconda edizione è stata prodotta nel 2017.